# Dieffenbach-lès-Wœrth
Dieffenbach-lès-Wœrth es una localidad y comuna francesa, situada en el departamento del Bajo Rin en la región de Alsacia.